# 304. Infanteriedivision (Vietnam)
Die 304. Infanteriedivision ist ein Großverband der Vietnamesischen Volksarmee. Die Division wurde während des Indochinakriegs 1950 aufgestellt. Während des Vietnamkriegs war sie in Südvietnam eingesetzt.

## Geschichte

### Indochinakrieg
Die Einheit wurde 1950 aus drei Infanterieregimentern, einem Artilleriebataillon und weiteren Unterstützungseinheiten formiert. Beim Aufbau der Division waren chinesische Berater unterstützend tätig. Während des Indochinakriegs nahm die Division an den Schlachten um Vinh Yen, Song Day, Hoa Binh und Dien Bien Phu teil. Nach Kriegsende wurde die Division 1955 reorganisiert und modernisiert.

### Vietnamkrieg
Während des Vietnamkriegs wurde die Division in Südvietnam eingesetzt und nahm unter anderem an der Belagerung von Khe Sanh, der Tet-Offensive und den Offensiven des Jahres 1975 teil. 1971 befanden sie Teile der Division im offiziell neutralen Laos und bekämpften südvietnamesische Truppen im Gebiete von Teschepone (siehe Operation Lam Son 719).

### Gegenwart
Die Division ist Teil des 2. Korps der Volksarmee. Ihr Hauptquartier befindet sich in Vĩnh Phúc in der Provinz Vĩnh Yên.